# Лаура Ерін
Лаура Ерін Авіла (ісп. Laura Herin Ávila; нар. 8 квітня 2001) — кубинська борчиня вільного стилю, учасниця Олімпійських ігор.

## Життєпис
У 2019 році стала панамериканською чемпіонкою серед юніорів. У 2021 році повторила цей успіх на цих же змаганнях та стала чемпіонкою Панамериканських ігор серед юніорів.
Того ж року дебютувала на літніх Олімпійських іграх в Токіо. У першому поєдинку Олімпіади поступилася з рахунком 0:2 представниці Китаю Пан Цяньюй. Оскільки китайська спортсменка пройшла до фіналу, Лаура Ерін змогла взяти учать у втішних сутичках за бронзову нагороду. У першому втішному поєдинку з представницею США Джакаррою Вінчестер зазнала поразки  з рахунком 0:5, вибувши зі змагань та посівши у підсумку п'ятнадцяте місце.
У 2022 році 21-річна спортсменка дебютувала на дорослому чемпіонаті світу, де посіла сьоме місце.

## Спортивні результати на міжнародних змаганнях

### Виступи на Олімпіадах
| Змагання                    | Збірна | Вагова категорія          | Місце |
| --------------------------- | ------ | ------------------------- | ----- |
| Літні Олімпійські ігри 2020 | Куба   | жіноча боротьба, до 53 кг | 15    |

### Виступи на Чемпіонатах світу
| Змагання                        | Збірна | Вагова категорія          | Місце |
| ------------------------------- | ------ | ------------------------- | ----- |
| Чемпіонат світу з боротьби 2022 | Куба   | жіноча боротьба, до 53 кг | 7     |

### Виступи на інших змаганнях
| Змагання                                    | Збірна | Вагова категорія          | Місце  |
| ------------------------------------------- | ------ | ------------------------- | ------ |
| Cerro Pelado International 2017             | Куба   | жіноча боротьба, до 53 кг | 5      |
| Cerro Pelado International 2018             | Куба   | жіноча боротьба, до 55 кг | Золото |
| Гран-прі «Іван Яригін» 2019                 | Куба   | жіноча боротьба, до 53 кг | 7      |
| Cerro Pelado International 2019             | Куба   | жіноча боротьба, до 53 кг | Бронза |
| Кубок Гранми і Серро-Пеладо з боротьби 2020 | Куба   | жіноча боротьба, до 53 кг | Бронза |

### Виступи на змаганнях молодших вікових груп
| Змагання                                                 | Збірна | Вагова категорія          | Місце  |
| -------------------------------------------------------- | ------ | ------------------------- | ------ |
| Панамериканський чемпіонат з боротьби серед юніорів 2019 | Куба   | жіноча боротьба, до 53 кг | Золото |
| Панамериканський чемпіонат з боротьби серед юніорів 2021 | Куба   | жіноча боротьба, до 53 кг | Золото |
| Панамериканські ігри серед юніорів 2021                  | Куба   | жіноча боротьба, до 53 кг | Золото |